# Sonsorolci
Sonsorolci, maleni mikronezijski narod uže tručke skupine, naseljen na otocima Pulo Anna, Merir i Sonsorol u otočnoj državi Palau. Manji dio živi i na Sjevernomarijanskim otocima, i u Mikroneziji. Sonsorolci su jezično srodni s Tobijcima i čine najzapadnije predstavnike tručke jezične skupine. Većina Sonsorolaca živi u selu Echang nedasleko Korora, gdje su se doselilizbog ekonomskig razloga. Mnogi su danas bilingualni u palauanskom ili engleskom jeziku, a i sam jezik danas se dosta razlikuje od onoga kojim se služi starija generacija, zbog mnogih posuđenica iz engleskog. Sonsorolski jezik službeni je jezik države Sonsorol.
Sonsorolci su kako jezično tako i kulturno najsrodniji Karolincima. Etnografske podatke o njima ostavio je Jose Somera član ekspedicije Don Francisca Padille koji je otoke otkrio 1710. Prema njemu odjeća im se sastojala od pregaće, ogrtača i konusnog šešira, i bila je nalik onoj koju je Paul Klein opisao 1696. među Karolincima.